# Euroleague Basketball 2022-2023 - Play-off
La fase dei play-off della Euroleague Basketball 2022-2023 si sono disputate dal 25 aprile al 10 maggio 2023.
Le serie sono al meglio delle 5 partite, secondo il formato 2-2-1: ovvero le gare 1, 2 e 5 si giocano in casa delle teste di serie (prime quattro classificate della stagione regolare). La squadra che si aggiudicherà tre gare si qualificherà per la Final Four.
Dall'introduzione del nuovo formato nel 2016, solo il Real Madrid è l'unica squadra a non aver mai fallito la qualificazione ai play-off.

## Squadre qualificate
| Pos | Squadra          | G  | V  | P  | PF   | PS   | DP   | Seeding            |
| --- | ---------------- | -- | -- | -- | ---- | ---- | ---- | ------------------ |
| 1   | Olympiakos       | 34 | 24 | 10 | 2857 | 2578 | +279 | Teste di serie     |
| 2   | Barcellona       | 34 | 23 | 11 | 2723 | 2580 | +143 | Teste di serie     |
| 3   | Real Madrid      | 34 | 23 | 11 | 2877 | 2666 | +211 | Teste di serie     |
| 4   | Monaco           | 34 | 21 | 13 | 2802 | 2749 | +53  | Teste di serie     |
| 5   | Maccabi Tel Aviv | 34 | 20 | 14 | 2827 | 2743 | +84  | Non teste di serie |
| 6   | Partizan         | 34 | 20 | 14 | 2877 | 2781 | +96  | Non teste di serie |
| 7   | Žalgiris         | 34 | 19 | 15 | 2591 | 2626 | −35  | Non teste di serie |
| 8   | Fenerbahçe       | 34 | 19 | 15 | 2823 | 2745 | +78  | Non teste di serie |

## Tabellone
| Squadra 1   | Totale | Squadra 2        | Gara 1  | Gara 2  | Gara 3  | Gara 4   | Gara 5  |
| ----------- | ------ | ---------------- | ------- | ------- | ------- | -------- | ------- |
| Olympiakos  | 3 - 2  | Fenerbahçe       | 79 – 68 | 78 – 82 | 72 – 71 | 69 – 73  | 84 – 72 |
| Barcellona  | 3 - 0  | Žalgiris Kaunas  | 91 – 69 | 89 – 81 | 77 – 66 | –        | –       |
| Real Madrid | 3 - 2  | Partizan         | 87 – 89 | 80 – 95 | 82 – 80 | 85 – 78  | 98 – 94 |
| Monaco      | 3 - 2  | Maccabi Tel Aviv | 67 – 79 | 86 – 74 | 83 – 78 | 69 – 104 | 97 – 86 |

### Olympiakos - Fenerbahce
| Arbitri: | Miguel Ángel Pérez Pérez Mehdi Difallah Tomislav Hordov |

|                                   |            |                                |
| Vezenkov 19 Canaan 18 McKissic 11 | Punti      | 15 Motley 13 Pierre 12 Gudurić |
| Papanikolaou, Walkup 4            | Assist     | 6 Gudurić                      |
| Vezenkov 6                        | Rimbalzi   | 7 Motley                       |
| Giōrgos Mpartzōkas                | Allenatori | Dīmītrīs Itoudīs               |

| Arbitri: | Robert Lottermoser Damir Javor Gytis Vilius |

|                                          |            |                                      |
| Sloukas, Vezenkov 18 Walkup 9 McKissic 8 | Punti      | 16 Edwards 15 Hayes, Motley 9 Pierre |
| Walkup 6                                 | Assist     | 5 Hayes                              |
| Fall 9                                   | Rimbalzi   | 7 Pierre                             |
| Giōrgos Mpartzōkas                       | Allenatori | Dīmītrīs Itoudīs                     |

| Arbitri: | Matej Boltauzer Ilija Belošević Emilio Pérez Pizarro |

|                                 |            |                                |
| Dorsey 21 Jekiri 15 Calathes 10 | Punti      | 25 Sloukas 17 Vezenkov 9 Black |
| Calathes 6                      | Assist     | 6 Sloukas                      |
| Jekiri 7                        | Rimbalzi   | 8 Walkup                       |
| Dīmītrīs Itoudīs                | Allenatori | Giōrgos Mpartzōkas             |

| Arbitri: | Miguel Ángel Pérez Pérez Saša Pukl Mehdi Difallah |

|                              |            |                                      |
| Pierre 17 Dorsey 16 Hayes 12 | Punti      | 20 McKissic 12 Canaan, Fall 8 Walkup |
| Calathes, Motley 4           | Assist     | 3 Fall, Sloukas, Walkup              |
| Jekiri 5                     | Rimbalzi   | 7 Fall                               |
| Dīmītrīs Itoudīs             | Allenatori | Giōrgos Mpartzōkas                   |

| Arbitri: | Juan Carlos García González Tomislav Hordov Milan Nedović |

|                                        |            |                                             |
| Sloukas 22 Vezenkov 17 Papanikolaou 14 | Punti      | 26 Gudurić 14 Motley 10 Edwards             |
| Sloukas 6                              | Assist     | 2 Calathes, Edwards, Gudurić, Hayes, Jekiri |
| Papanikolaou 11                        | Rimbalzi   | 5 Hayes                                     |
| Giōrgos Mpartzōkas                     | Allenatori | Dīmītrīs Itoudīs                            |

### Barcellona - Zalgiris Kaunas
| Arbitri: | Ilija Belošević Milan Nedović Luka Kardum |

|                                   |            |                                                               |
| Şanlı 17 Mirotić 15 Jokubaitis 12 | Punti      | 14 Brazdeikis 10 Giedraitis 9 Hayes                           |
| Satoranský 5                      | Assist     | 1 Butkevičius, Giedraitis, Hayes, Lekavičius, Polonara, Šmits |
| Satoranský, Tobey 7               | Rimbalzi   | 4 Birutis, Butkevičius, Hayes                                 |
| Šarūnas Jasikevičius              | Allenatori | Kazys Maksvytis                                               |

| Arbitri: | Saša Pukl Anne Panther Tomislav Hordov |

|                                   |            |                                                                |
| Veselý 26 Mirotić 22 Jokubaitis 9 | Punti      | 20 Brazdeikis 13 Ulanovas 10 Birutis                           |
| Laprovíttola 11                   | Assist     | 2 Brazdeikis, Butkevičius, Dimša, Lekavičius, Taylor, Ulanovas |
| Veselý 6                          | Rimbalzi   | 4 Polonara                                                     |
| Šarūnas Jasikevičius              | Allenatori | Kazys Maksvytis                                                |

| Arbitri: | Damir Javor Tomislav Hordov Uroš Nikolić |

|                                            |            |                                              |
| Ulanovas 13 Birutis 12 Dimša, Lekavičius 8 | Punti      | 14 Satoranský, Veselý 13 Tobey 11 Jokubaitis |
| Polonara 3                                 | Assist     | 5 Satoranský                                 |
| Ulanovas 9                                 | Rimbalzi   | 4 Jokubaitis                                 |
| Kazys Maksvytis                            | Allenatori | Šarūnas Jasikevičius                         |

### Real Madrid - Partizan
| Arbitri: | Robert Lottermoser Gytis Vilius Emin Moğulkoç |

|                                |            |                                                      |
| Deck 24 Yabusele 14 Tavares 12 | Punti      | 26 Punter 13 LeDay 11 Lessort, Papapetrou, Smailagić |
| Musa 3                         | Assist     | 6 Punter                                             |
| Deck 8                         | Rimbalzi   | 4 LeDay                                              |
| Chus Mateo                     | Allenatori | Željko Obradović                                     |

| Arbitri: | Sreten Radović Oļegs Latiševs Fernando Rocha |

|                                          |            |                              |
| Fernández, Hezonja 16 Musa 13 Poirier 12 | Punti      | 19 Exum 16 Nunnally 15 LeDay |
| Rodríguez 5                              | Assist     | 3 Avramović, Madar, Punter   |
| Deck, Poirier 7                          | Rimbalzi   | 9 Lessort                    |
| Chus Mateo                               | Allenatori | Željko Obradović             |

| Arbitri: | Borys Ryzhyk Mehdi Difallah Emin Moğulkoç |

|                                          |            |                                        |
| LeDay, Smailagić 15 Nunnally 13 Madar 12 | Punti      | 26 Tavares 22 Williams-Goss 12 Hezonja |
| Madar, Nunnally 3                        | Assist     | 4 Musa, Rodríguez                      |
| LeDay 8                                  | Rimbalzi   | 14 Hezonja                             |
| Željko Obradović                         | Allenatori | Chus Mateo                             |

| Arbitri: | Gytis Vilius Robert Lottermoser Carmelo Paternicò |

|                                   |            |                                             |
| LeDay 25 Papapetrou 18 Lessort 11 | Punti      | 15 Hanga, Tavares 14 Deck, Musa 8 Rodríguez |
| Anđušić, Exum 3                   | Assist     | 7 Rodríguez                                 |
| Lessort 7                         | Rimbalzi   | 8 Musa                                      |
| Željko Obradović                  | Allenatori | Chus Mateo                                  |

| Arbitri: | Borys Ryzhyk Oļegs Latiševs Mehdi Difallah |

|                                 |            |                              |
| Musa 20 Rodríguez 19 Hezonja 13 | Punti      | 28 Punter 16 Exum 13 Lessort |
| Rodríguez 6                     | Assist     | 5 Nunnally                   |
| Tavares 7                       | Rimbalzi   | 4 Madar                      |
| Chus Mateo                      | Allenatori | Željko Obradović             |

### Monaco - Maccabi Tel Aviv
| Arbitri: | Saša Pukl Oļegs Latiševs Emilio Pérez Pizarro |

|                                                     |            |                             |
| Diallo, James 15 Motiejūnas, Okobo 12 Blossomgame 5 | Punti      | 20 Baldwin 15 Brown 12 Nebo |
| Diallo 6                                            | Assist     | 6 Baldwin                   |
| James, Motiejūnas 6                                 | Rimbalzi   | 8 Nebo                      |
| Saša Obradović                                      | Allenatori | Oded Kattash                |

| Arbitri: | Juan Carlos García González Borys Ryzhyk Uroš Nikolić |

|                                     |            |                                      |
| Loyd 33 Ouattara 12 James, Okobo 11 | Punti      | 17 Baldwin 16 Brown 8 Hilliard, Nebo |
| James 6                             | Assist     | 6 Brown                              |
| Hall 9                              | Rimbalzi   | 7 Colson, Nebo                       |
| Saša Obradović                      | Allenatori | Oded Kattash                         |

| Arbitri: | Miguel Ángel Pérez Pérez Carmelo Paternicò Anne Panther |

|                               |            |                           |
| Colson 17 Baldwin 16 Brown 12 | Punti      | 21 James 15 Loyd 12 Okobo |
| Baldwin 6                     | Assist     | 4 James, Okobo            |
| Baldwin 8                     | Rimbalzi   | 8 Hall                    |
| Oded Kattash                  | Allenatori | Saša Obradović            |

| Arbitri: | Juan Carlos García González Emin Moğulkoç Milan Nedović |

|                                  |            |                                 |
| Brown 22 Baldwin 19 Poythress 12 | Punti      | 13 James 12 Brown 11 Motiejūnas |
| Baldwin, Brown 6                 | Assist     | 4 Loyd                          |
| Colson, Nebo, Poythress 6        | Rimbalzi   | 5 Brown                         |
| Oded Kattash                     | Allenatori | Saša Obradović                  |

| Arbitri: | Miguel Ángel Pérez Pérez Damir Javor Luka Kardum |

|                                                          |            |                                                       |
| James, Loyd 21 Hall, Moneke 10 Diallo, Okobo, Ouattara 9 | Punti      | 27 Baldwin 12 Brown, Martin 10 DiBartolomeo, Hilliard |
| Okobo 6                                                  | Assist     | 7 Baldwin                                             |
| Hall 6                                                   | Rimbalzi   | 6 Baldwin, Colson                                     |
| Saša Obradović                                           | Allenatori | Oded Kattash                                          |

## Premi

### Miglior giocatore della giornata
| Giornata | Giocatore          | Squadra     | PIR | Note  |
| -------- | ------------------ | ----------- | --- | ----- |
| 1        | Kevin Punter       | Partizan    | 33  | [ 3 ] |
| 2        | Jordan Loyd        | Monaco      | 36  | [ 4 ] |
| 3        | Walter Tavares     | Real Madrid | 41  | [ 5 ] |
| 4        | Walter Tavares (2) | Real Madrid | 30  | [ 6 ] |
| 5        | Kōstas Sloukas     | Olympiakos  | 27  | [ 7 ] |